# Universitetsbron

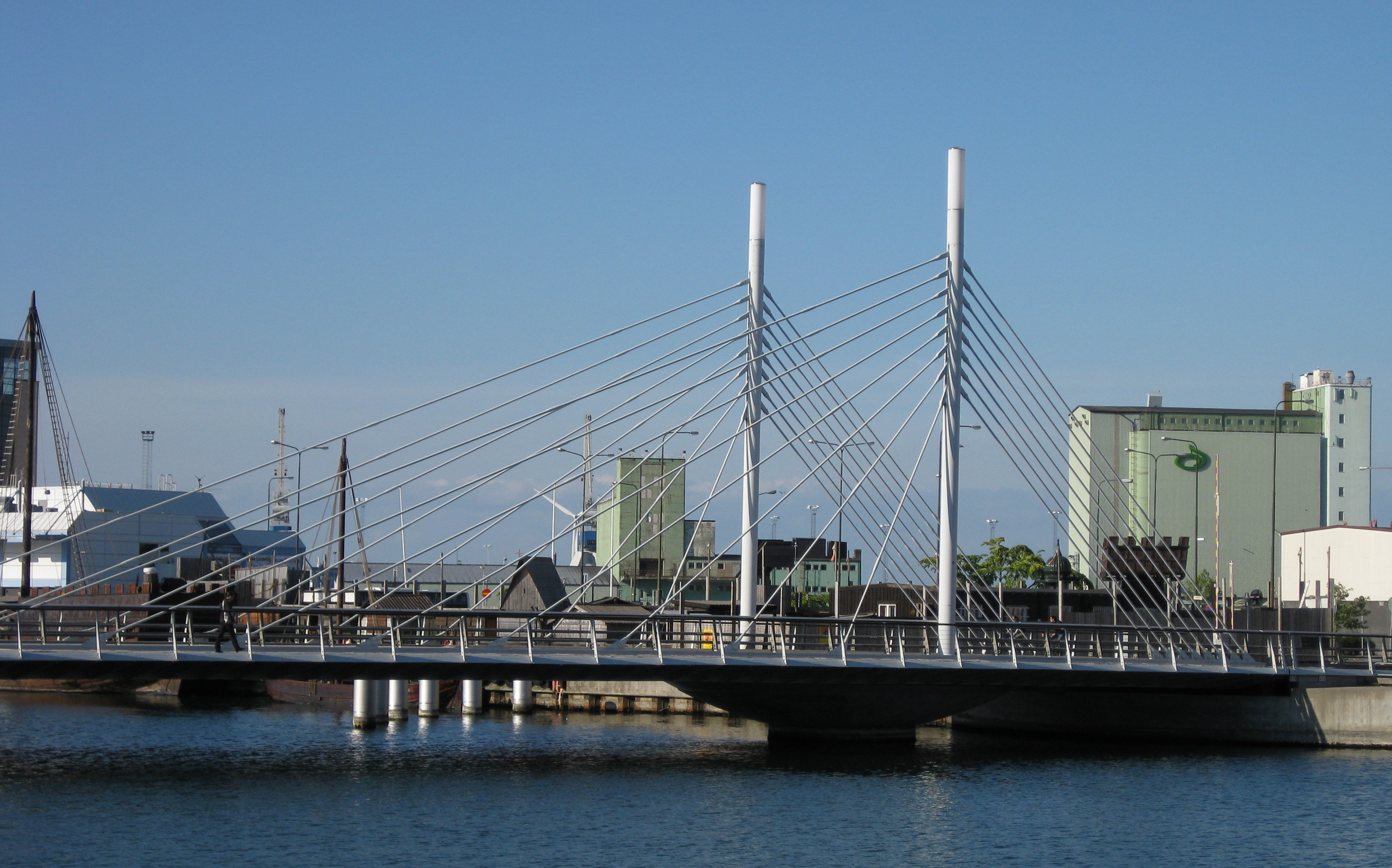
Universitetsbron från Hjälmarekajen

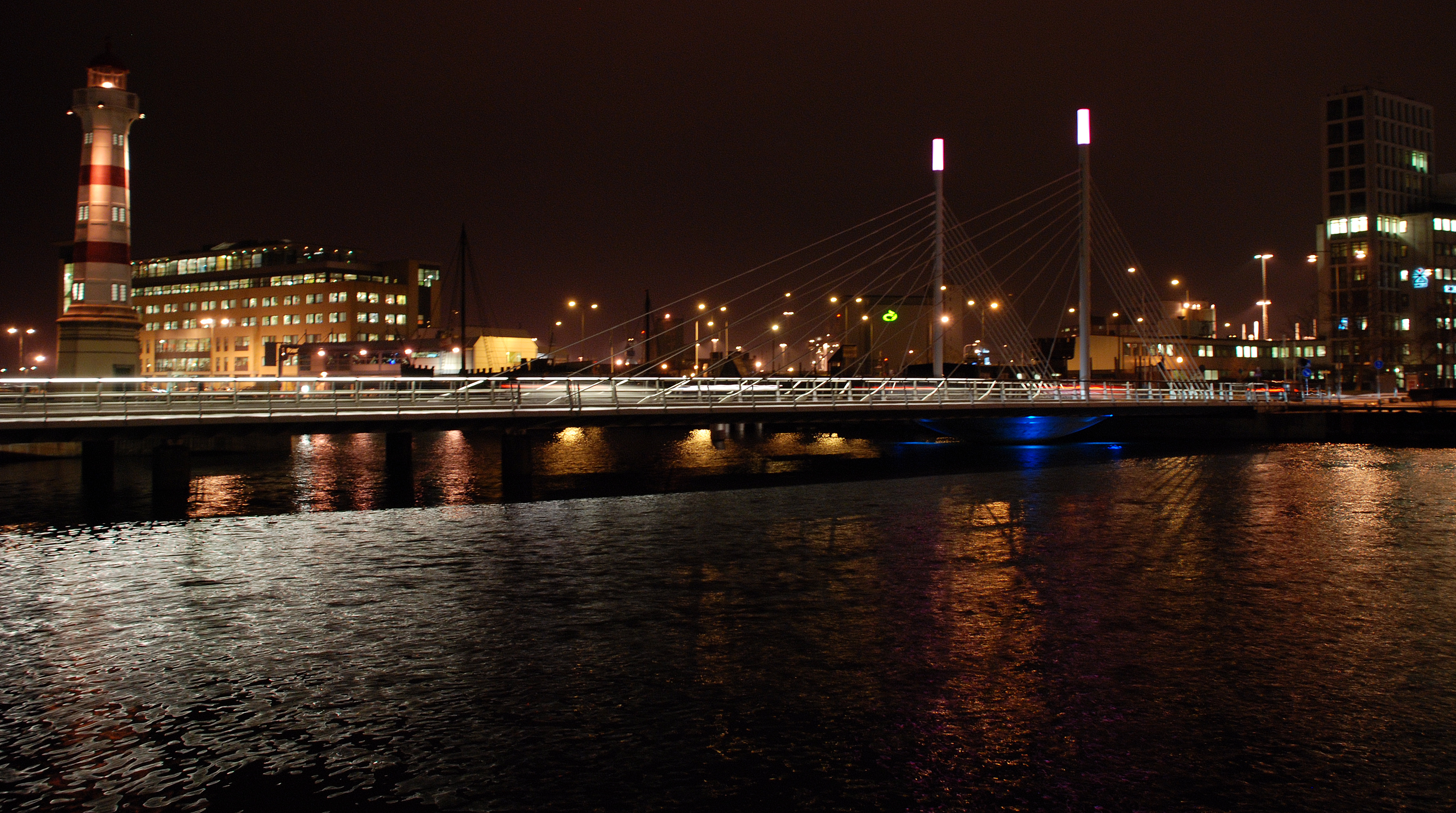
Universitetsbron är estetiskt upplyst

Universitetsbron i Malmö, byggd 2004 (invigd 28 augusti), är en snedkabelbro som sammanbinder Skeppsbron med Hjälmarekajen.
Universitetsbron är ritad av den danska arkitektfirman Dissing+Weitling och påminner utseendemässigt om Öresundsbron med två pyloner, 17 meter höga. Bron är 75 meter lång och 19 meter bred och har tre körfält samt gång- och cykelbanor. Bron är konstruerad i stål och är öppningsbar genom vridning.
Behovet av Universitetsbron påkallades av byggnationen av Malmö högskolas lokaler på Universitetsholmen, exploateringen av Västra hamnen samt trafikomläggningarna i anslutning till bygget av Citytunneln.
Bron vann 2005 klassen "Stadsmiljöförändring" av Stadsbyggnadspriset som sedan 1982 årligen delas ut av Malmö kommun. Den var också nominerad i klassen "Anläggningar" till facktidskriften Byggindustrins pris Årets Byggen 2004, men det priset vanns av Södra länken i Stockholm. NCC nominerades för det regionala priset Årets byggare 2004 som delas ut av Sveriges Byggindustrier i Malmö och Malmö-Lunds Byggmästareförening. Priset gick dock till Peab för nya kontorslokaler åt Telia i Malmö.